# Sidomukti (Karanganyar)
Sidomukti is een bestuurslaag in het regentschap Pekalongan van de provincie Midden-Java, Indonesië. Sidomukti telt 2463 inwoners (volkstelling 2010).